# Corvera de Toranzo
Corvera de Toranzo is een gemeente in de Spaanse provincie Cantabrië in de regio Cantabrië met een oppervlakte van 50 km². Corvera de Toranzo telt 2.074 inwoners (1 januari 2016).

## Demografische ontwikkeling
Bron: INE; 1857-2011: volkstellingen